# Gräberfeld von Costedt

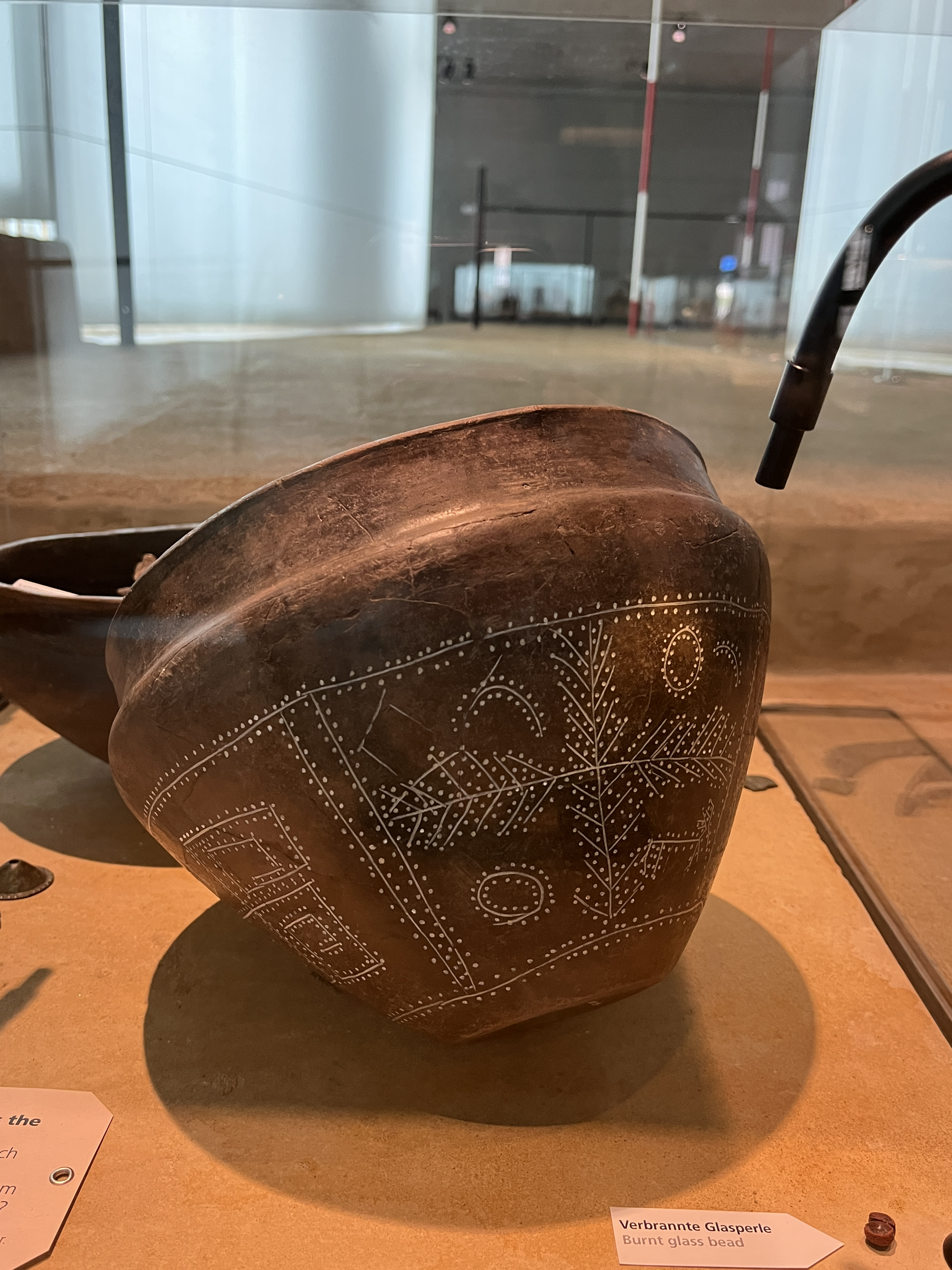
Urne mit Hirschdarstellung aus Porta Westfalica-Costedt

Das Gräberfeld von Costedt war ein in der jüngeren römischen Kaiserzeit genutztes Gräberfeld am rechten Ufer der Weser. Es befand sich im Ortsteil Costedt der ostwestfälischen Stadt Porta Westfalica im Kreis Minden-Lübbecke.

## Beschreibung
Entdeckt wurde das Gräberfeld im Jahre 1932, als man beim Bau eines Schuppens eine nahezu unbeschädigte Bestattungsurne bergen konnte. Es lag etwa 350 m westlich des Ortskernes von Costedt am ehemaligen Maschweg etwa 200 Meter südlich von Gut Rothenhoff.
Von Juni bis August 1989 wurde das Gräberfeld ausgegraben und archäologisch untersucht, da die Zerstörung durch den Bau einer Ferienhaussiedlung drohte. Die Ausgrabung, die über 13 Wochen andauerte und die Werner Best leitete, wurde vom Westfälischen Museum für Archäologie (heute LWL-Archäologie für Westfalen) vorgenommen. Es umfasste 44 Gräber aus der Zeit zwischen etwa 150 und 260 n. Chr. Die Verstorbenen waren verbrannt beigesetzt worden, die meisten Beigaben mit verbrannt. Die Gräber dürften auf zwei Höfe zurückgehen, auf denen etwa 18 Menschen zeitgleich lebten. Ein besonderer Fund ist ein Tongefäß, das außen mit feinen Ritzlinien verziert ist. Sie bilden stark abstrahierte Darstellungen, die vermutlich Sonne, Mond und einen Hirsch darstellen. Das Gefäß befindet sich in der Dauerausstellung im Museum für Archäologie in Herne.
Das Gräberfeld von Costedt gehört laut dem westfälischen Archäologen Georg Eggenstein zu den am besten erforschten Friedhöfen der Römischen Kaiserzeit in Westfalen.

## Raubgrabung

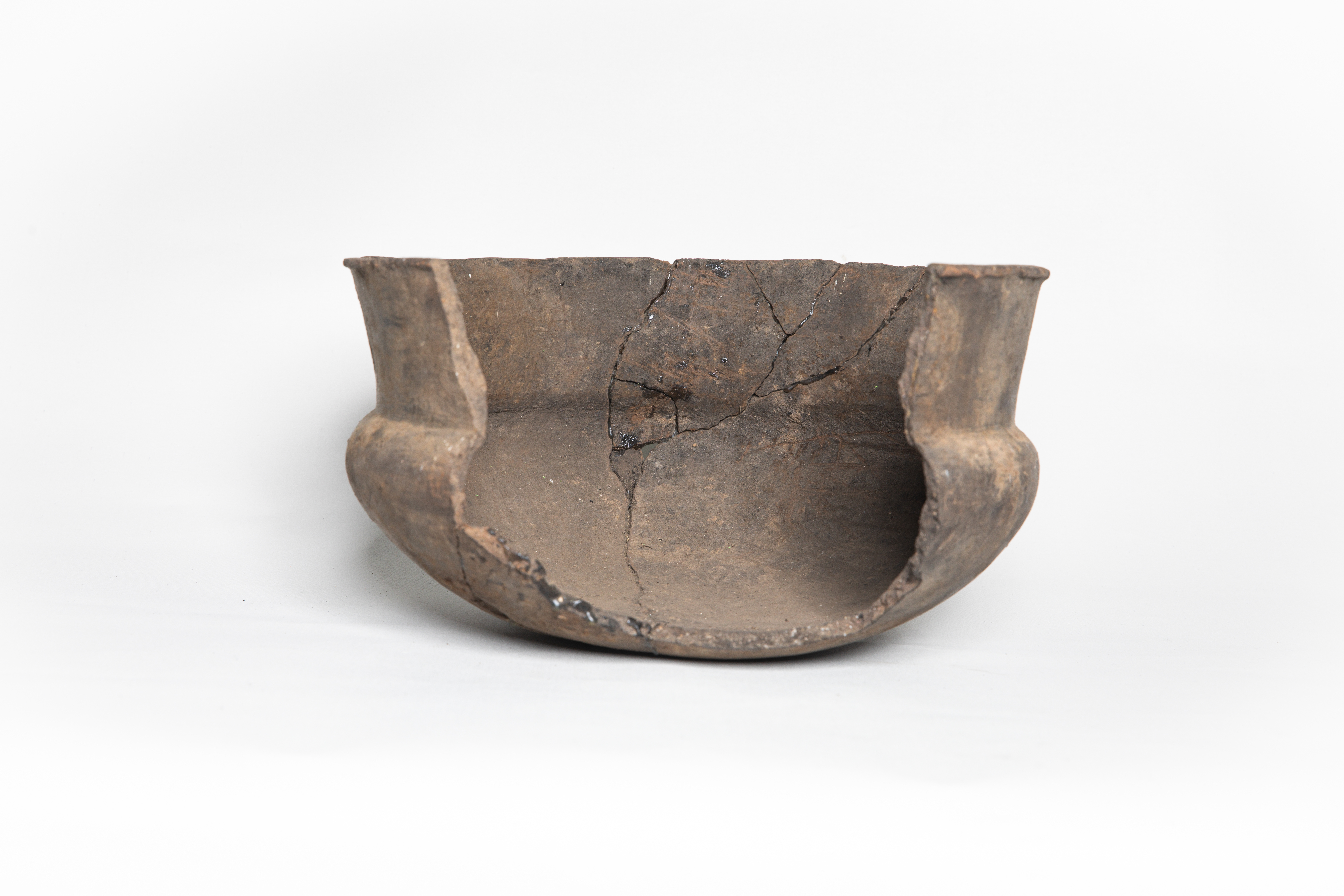
Geraubte Urne aus Costedt nach der Rückgabe

In der Nacht vom Dienstag, 25. Juli 1989 auf Mittwoch verschaffte sich ein Raubgräber Zugang zu dem Gelände und entwendete aus dem Befund „F 17“ (Grab 6) eine kaiserzeitliche Urne und zerstörte somit deren wissenschaftlichen Wert und Kontext. Die Raubgrabung wurde 1993 durch eine Kleine Anfrage (Nr. 1951, Drucksache 11/5242) des Abgeordneten Rudolf Wickel von der FDP vom 12. März 1993 zur Problematik von Raubgrabungen Thema im nordrhein-westfälischen Landtag. Völlig überraschend tauchte die Urne im Januar 2021 wieder auf. Sie wurde der Gesellschaft zur Förderung der Bodendenkmalpflege im Kreis Minden-Lübbecke e.V. vor die Tür des Vereinssitzes gestellt und dem Gefäß ein Entschuldigungsschreiben beigelegt – hieß es in einer Pressemitteilung des Vereins und in Presseberichten.
Die Geschichte hinter dem Urnenraub von Costedt und die unerwartete Rückgabe wurde durch eine Film & Medien Arbeitsgruppe der Gesellschaft zur Förderung der Bodendenkmalpflege im Kreis Minden-Lübbecke e.V. im Jahr 2021 verfilmt. Nicht nur die zeitgeschichtlichen Abläufe der Raubgrabung, sondern auch die Beweggründe für eine solche Handlung sollten ermittelt und beleuchtet werden. Die bewegte Geschichte der etwa 2000 Jahre alten Urne wird anschaulich gemacht und es wird aufgezeigt, wie die Menschen in der jüngeren römischen Kaiserzeit beigesetzt wurden. Fachleute der Kriminalistik und Rechtspflege kommen zu Wort und schildern ihre Sicht auf diesen wohl einzigartigen Fall.
In einem 2023 veröffentlichten Beitrag zur geraubten Urne aus Costedt, wird das Gefäß als eine Adaption von „römischen Glas-, Metall- oder Keramikgefäßen (oder von deren Bestandteilen) aus dem keramischen Formenspektrum elb- oder rhein-weser-germanischer Prägung“ gedeutet.

## Forschung

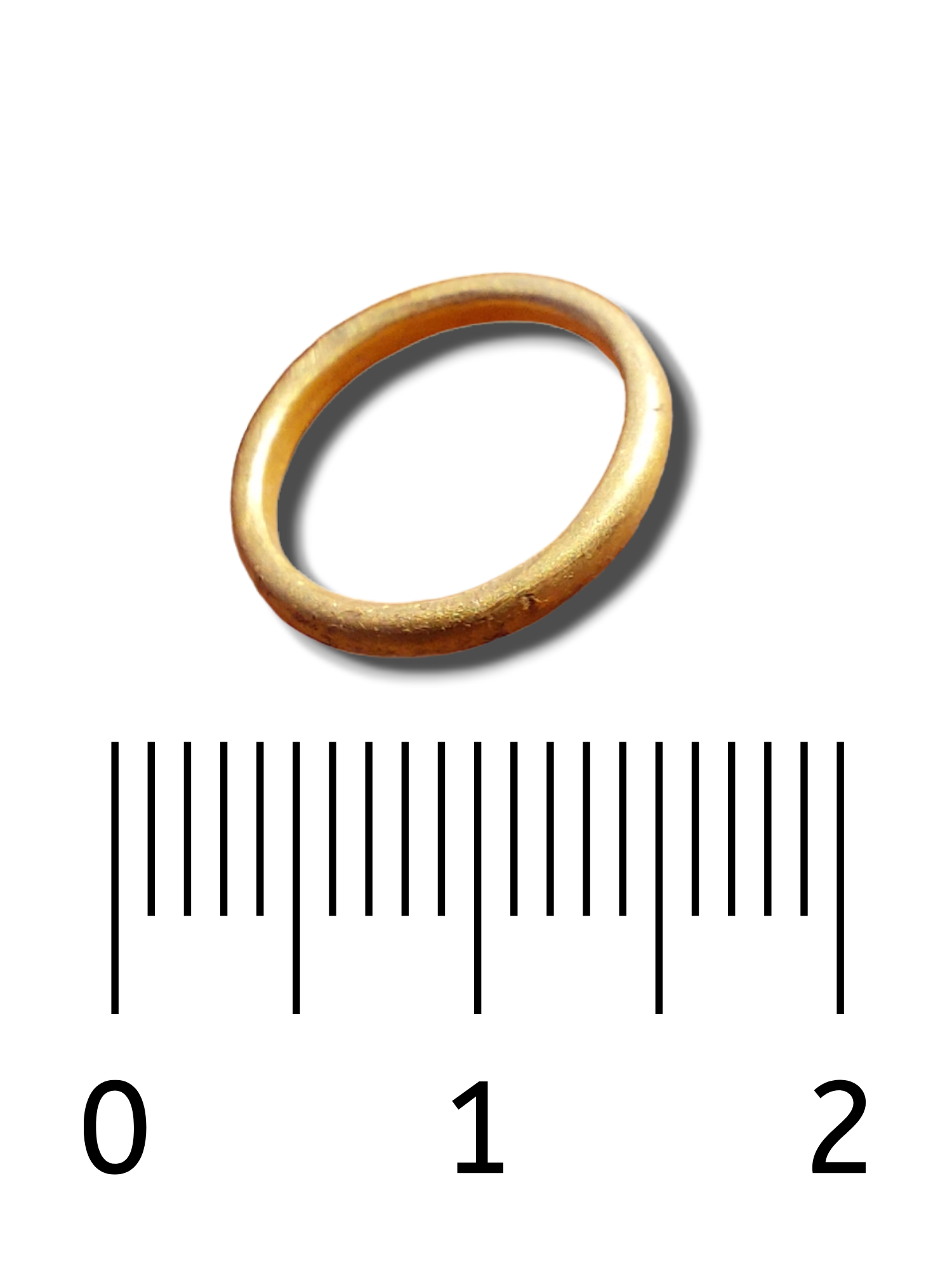
Römischer Kinder-Fingerring aus Costedt

Die Aufarbeitung der Grabung in Porta Westfalica-Costedt wurde vom Westfälischen Museum für Archäologie (heute LWL-Archäologie für Westfalen) 1992 an Frank Siegmund übertragen. Mit der anthropologischen Bearbeitung der Leichenbrände war Susanne Hummel vom Institut für Anthropologie an der Georg-August-Universität Göttingen beauftragt worden, die bereits 1991 ein vorläufiges Gutachten vorlegte.
Die archäologische Bearbeitung erfolgte im Rahmen zweier Übungen in den Wintersemestern 1992/93 und 1993/94 am Seminar für Ur- und Frühgeschichte der Georg-August-Universität Göttingen. Im Verlauf dieser Übungen wurde ein Katalog der Costedter Funde und Befunde erarbeitet und anschließend die wesentlichen Fundgattungen ausgewertet.
Schon während der Aufarbeitung der Grabung kam die Frage nach dem Standort der zum Gräberfeld gehörenden Besiedlung auf. Die seinerzeit noch unentdeckte Siedlung skizzierte Frank Siegmund in seinen Überlegungen zur Besiedlung wie folgt:
„Nachdem oben am Gräberfeldplan das Bild zweier Verbände entwickelt worden war, ließe sich nun die lebende Bevölkerung hypothetisch auf zwei gleichzeitig lebende Familien mit jeweils Erwachsenen und Kindern ansetzen. Damit bestünde jeder Verband aus mehr als einer Kernfamilie zu zwei Erwachsenen. Auch wenn diese Skizze manchem zu weit gehen mag, sie macht immerhin Möglichkeiten und Größenordnungen deutlich. So wird etwa für die Denkmalpflege kenntlich, wie die bislang noch unentdeckte Siedlung ausgesehen haben mag: zwei kaiserzeitliche Höfe, die nur gut 100 Jahre bestanden, also wohl einphasig zu denken sind. Danach wurde der Platz wieder verlassen.“

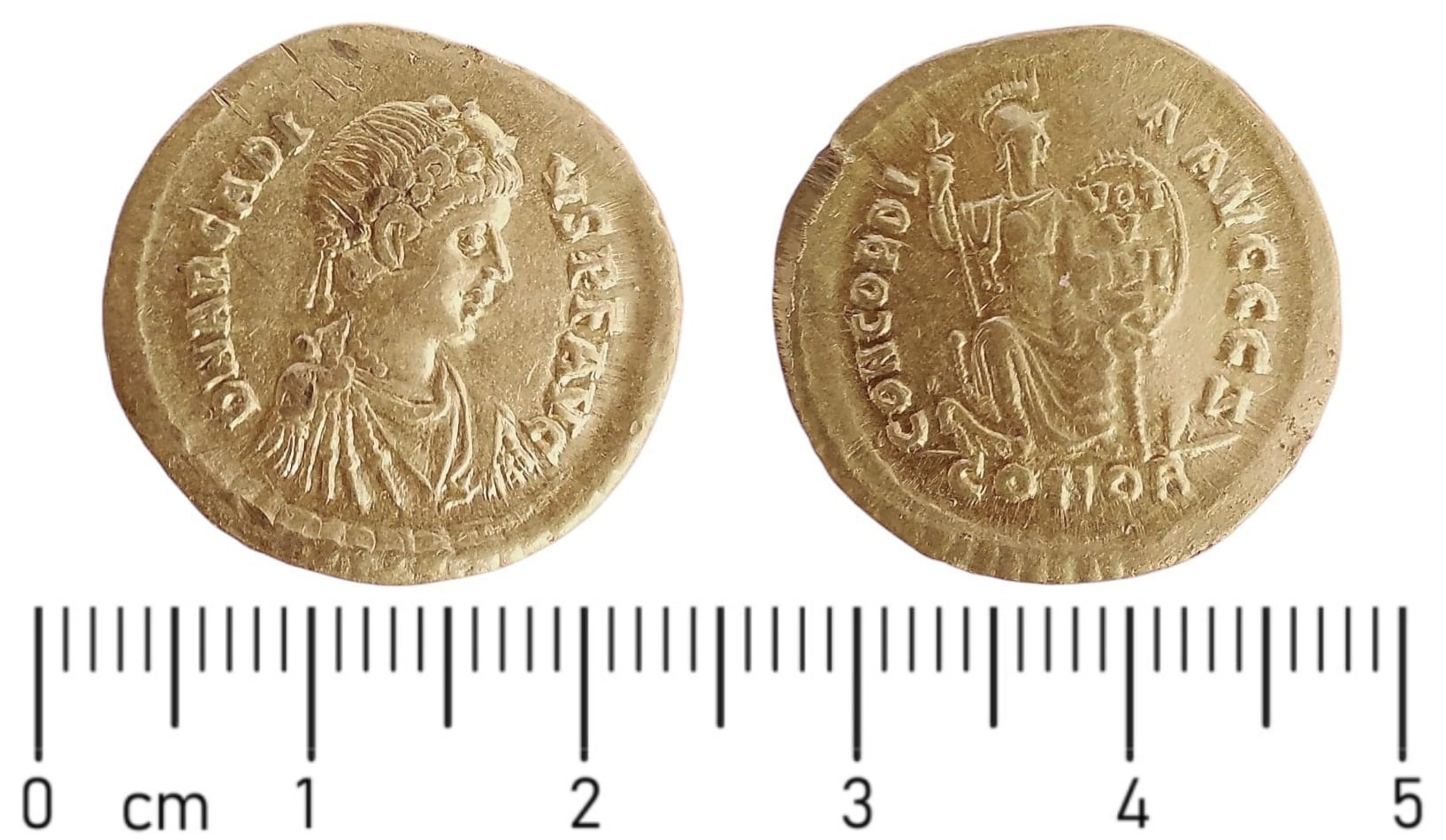
Ein Fund der während des Citizen-Science-Projekts in Costedt geborgen werden konnte. Römischer Solidus aus der zweiten Hälfte des 4. Jahrhunderts.

Seit 2018 führt die Gesellschaft zur Förderung der Bodendenkmalpflege im Kreis Minden-Lübbecke e.V. ein Forschungsprojekt zur Lokalisierung der zum Bestattungsplatz gehörenden Siedlung durch. Die zentrale Fragestellung ist der Standort der beiden Hofstellen der Siedler der jüngeren römischen Kaiserzeit.
Durch das Citizen-Science-Projekt werden die umliegenden, landwirtschaftlich genutzten Flächen systematisch nach Siedlungsspuren im Kontext mit dem Gräberfeld untersucht. Das Fundspektrum dieser Flächen soll Rückschlüsse auf die Besiedlung und Nutzung der Flächen in der Ur- und Frühgeschichte – mit Hauptaugenmerk auf die jüngere Römische Kaiserzeit – ermöglichen. Des Weiteren wurden Funde aus dem Gräberfeld durch Experimental-Archäologen nachgefertigt, die vor allem in der Museumspädagogik eingesetzt werden sollen. Erste Ergebnisse dieser neueren Forschung wurden in den Jahren 2021, 2022, 2023 und 2024 öffentlich vorgestellt. Einige der Funde aus Costedt befinden sich seit 2022 in der Ausstellung zum nur 6 Kilometer entfernten Römerlager Porta Westfalica im – zur Stadt Porta Westfalica gehörenden – Ortsteil Barkhausen.

## Filmografie
- Der Urnenraub von Costedt, Dokumentation vom 22. August 2021 (Online auf YouTube)